# Dysphania latigrisea
Dysphania latigrisea là một loài bướm đêm trong họ Geometridae.